# Sena Madureira (microregio)
Sena Madureira is een van de vijf microregio's van de Braziliaanse deelstaat Acre. Zij ligt in de mesoregio Vale do Acre en grenst aan Peru in het westen, de mesoregio Vale do Juruá in het noordwesten, de deelstaat Amazonas in het noordoosten en de microregio's Rio Branco in het oosten en Brasiléia in het zuiden. De microregio heeft een oppervlakte van ca. 40.646 km². Midden 2004 werd het inwoneraantal geschat op 41.636.
Drie gemeenten behoren tot deze microregio:
- Manoel Urbano
- Santa Rosa do Purus
- Sena Madureira

Mesoregio's: Vale do Acre · Vale do Juruá

Microregio's: Brasiléia · Cruzeiro do Sul · Rio Branco · Sena Madureira · Tarauacá